# Fusillade de la Warren Clinic
La fusillade de la Warren Clinic est une tuerie de masse survenue le 1er juin 2022 dans un hôpital de Tulsa dans l'État fédéré de l'Oklahoma, aux États-Unis. Le tireur a ouvert le feu dans le service orthopédique situé au premier étage du bâtiment, tuant quatre personnes dont trois membres du personnel, avant de se suicider par balle.

## Contexte
La fusillade de la Warren Clinic est la 233e fusillade de masse s'étant déroulée aux Etats-Unis depuis le début de l'année 2022. Elle intervient une semaine après celle d'Uvalde (22 morts) et trois après celle de Buffalo (10 morts).  

## Déroulement
Le 1er juin 2022, à 16 h 52 (23 h 52 en France métropolitaine), un médecin en appel vidéo avec l'un de ses patients, prévient ce dernier qu'une fusillade est en cours au sein du complexe hospitalier Saint Francis où il travaille. Immédiatement, le patient alerte la police de Tulsa de la situation. À 16 h 53, la police de Tulsa reçoit plusieurs autres appels lui confirmant l'information. À 16 h 55, la police de Tulsa se voit communiquer le lieu précis de la fusillade : le Warren Orthopedic Institute situé au premier étage du Natalie Medical Building. À 16 h 56, les premiers policiers arrivent sur la scène de crime en criant : « Police de Tulsa ! ». À 16 h 58, ils entendent un unique coup de feu avant de découvrir le cadavre du tireur étendu dans la salle d'attente,.

## Victimes
Le 2 juin 2022, le chef du Tulsa Police Department (en) Wendell Franklin annonce lors d'une conférence de presse que les quatre victimes décédées dans la fusillade sont,, : 
- Le chirurgien Preston J. Phillips (59 ans) ;
- La docteur Stephanie Husen (48 ans) ;
- La réceptionniste Amanda Green (40 ans) ;
- Le patient William Love (73 ans) ;

Encore en vie au moment de l'arrivée des policiers, William Lee Love décède finalement à l'hôpital. Son comportement lors de la fusillade est salué par les survivants. 
Dans un communiqué ultérieur, la police rectifie l'identité de la réceptionniste dont le véritable nom de famille est Glenn. 
La police fait également état de moins de dix blessés, sans les nommer. 

## Auteur
Le tireur est un citoyen américain de 45 ans dénommé Michael Louis. 
Né dans une famille d'origine haïtienne appartenant à la classe moyenne supérieure, il travaille dans les technologies de l'information (notamment chez AT&T pendant de nombreuses années) puis comme analyste au sein d'un service santé. Avant de s'installer à Muskogee où il réside avec son ex-femme au moment des faits, il passe par Fort Smith, Philadelphie, Rochester, Newark, Irvington et Roselle,.
Le 19 mai 2022, il est opéré par le chirurgien orthopédiste Preston John Phillips pour un problème de dos dont il souffre depuis plusieurs mois. Le 24 mai, il quitte le complexe hospitalier Saint Francis. Dans les jours qui suivent, son état de santé peine à s'améliorer et il téléphone plusieurs fois au bureau de Preston John Phillips pour obtenir des traitements supplémentaires de sa part, en particulier contre la douleur. Les deux hommes finissent par se voir une nouvelle fois le 31 mai. Le lendemain, Michael Louis tente à nouveau de joindre Preston John Phillips pour les mêmes raisons mais n'obtient pas de réponse de sa part. Furieux, il part acheter un fusil de type AR-15 (en) dans une armurerie pour compléter son arsenal (déjà constitué d'un pistolet semi-automatique de calibre .40, acheté le 29 mai) en vue d'assassiner Preston John Philipps ainsi que toute personne se mettant « en travers de son chemin » comme l'indique une lettre retrouvée sur sa dépouille,. 

## Suites
Après la fusillade, plusieurs collectes de fonds sont organisées pour venir en aide aux victimes et à leurs familles. Une cagnotte est ainsi ouverte sur la plateforme GoFundMe pour aider les proches de la réceptionniste Amanda Dawn Glenn tandis que la Tulsa Community Foundation (en) met en place un « fonds d'urgence pour les employés de Saint Francis ». 

## Réactions
Moins de deux heures et demi après la fusillade, le maire de Tulsa G. T. Bynum (en) tient une conférence de presse au cours de laquelle il fait part de sa « profonde gratitude [...] à l'égard du large éventail de premiers intervenants qui n'ont pas hésité [...] à répondre à cet acte de violence ». Plus tard dans l'après-midi, le gouverneur de l'Oklahoma Kevin Stitt qualifie la fusillade d'« acte insensé de violence et de haine » sur son compte twitter.